# NGC 308
NGC 308 is een ster in het sterrenbeeld Walvis.
NGC 308 werd op 31 december 1866 ontdekt door de Ierse astronoom Robert Stawell Ball.